# Clunio takahashii
Clunio takahashii är en tvåvingeart som beskrevs av Tokunaga 1938. Clunio takahashii ingår i släktet Clunio och familjen fjädermyggor. Inga underarter finns listade i Catalogue of Life.